# 環保 (選區)
環保（英語：Wan Po，取消前代號Q24）選區是香港西貢區議會曾使用過的選區，2003年設立，最後一任區議員為專業動力成員方國珊，2015年分拆為環保北和環保南兩個選區。

## 範圍
取消時範圍包括清水灣半島、日出康城及環保大道沿線，鄰近選區包括坑口東、南安，並且與寶軍和維都選區隔海相望。

## 沿革
私人屋苑清水灣半島2001-02年入伙後，與環保大道沿線至將軍澳工業邨一帶劃為環保選區，惟人口不足以獨立成為一區，2011年以前需要加入其他屋苑，當中2003年選舉（代號Q06）與坑口安寧花園、蔚藍灣畔、南豐廣場、新寶城一帶（現時南安選區）及2007年選舉（代號Q06）將軍澳市中心寶盈花園一帶，而議席亦由不同人士勝出，2003年由服務安寧花園一帶的獨立民主派周賢明勝出，2007年則由服務寶盈花園一帶的工聯會吳雪山勝出。
2000年代後期日出康城陸續發展，2010年選舉管理委員會將環保選區重新劃分，以清水灣半島、環保大道沿線劃為單一環保選區，而寶盈花園則與將軍澳廣場組合成寶軍選區。在任環保選區議員工聯會吳雪山於寶軍選區爭取連任，環保選區則有前自由黨成員方國珊由委任轉戰民選，同場有民主黨張志董及出自由黨派出新人徐潤容競選。方國珊獲委任區議員後經營將軍澳區，2010年退出自由黨後更組織團體專業動力服務西貢及將軍澳新市鎮，由於方氏不容於泛民建制兩邊，立場被視為中間派。雖然於選舉期間被對手指其工程師資格不獲國際認可及其假業主的身份，但仍以近88%得票率，大勝分別只得239及169票的張志董及徐潤容當選，使方國珊有康城城主的稱號。
2014年選管會因應日出康城第二、三期及區內屋苑峻瀅相繼入伙帶動人口增加，將環保選區分拆為環保北和環保南兩個選區。當中清水灣半島、峻瀅和日出康城第一期劃為環保北，日出康城其餘期數及將軍澳工業邨劃為環保南。方國珊留守於較早發展的環保北，而環保南則由其專業動力成員兼助理張美雄出選。

## 歷屆選舉結果
| 政党   | 政党     | 候选人    | 票数  | %     | ±   |
| ------ | -------- | --------- | ----- | ----- | --- |
|        | 民主黨   | ①. 張志董 | 239   | 7.26  | N/A |
|        | 自由黨   | ②. 徐潤容 | 169   | 5.13  | N/A |
|        | 專業動力 | ③. 方國珊 | 2,885 | 87.61 | N/A |
| 多数票 | 多数票   | 多数票    | 2,646 | 80.35 | N/A |

| 政党   | 政党                        | 候选人    | 票数  | %     | ±      |
| ------ | --------------------------- | --------- | ----- | ----- | ------ |
|        | 公民黨                      | ①. 黃華舜 | 1,397 | 42.09 | N/A    |
|        | 新界社團聯會/將軍澳住區聯會 | ②. 吳雪山 | 1,922 | 57.91 | N/A    |
| 多数票 | 多数票                      | 多数票    | 525   | 15.82 | 不適用 |

| 政党   | 政党             | 候选人    | 票数  | %     | ±      |
| ------ | ---------------- | --------- | ----- | ----- | ------ |
|        | 新世紀論壇       | ①. 趙紹根 | 833   | 19.08 | 新選區 |
|        | 將軍澳民生關注組 | ②. 周賢明 | 3,215 | 73.65 | 新選區 |
|        | 民建聯           | ③. 吳奮金 | 317   | 7.26  | 新選區 |
| 多数票 | 多数票           | 多数票    | 2,382 | 54.57 | 新選區 |